# De Walletjes
De Walletjes is een heuvel van 60 m hoog in Heuvelland gelegen in de omgeving van Nieuwkerke in de Belgische provincie West-Vlaanderen. Op de top ligt Nieuwkerke. De voet ligt bij de voet van de Helling van Nieuwkerke, deze is opgenomen geweest in Gent-Wevelgem. De naam is afkomstig van de vroegere heerlijkheid "Waldries" welke was gesitueerd aan de overzijde van de huidige Walletjes.
Vanaf de top van De Walletjes kan men over ongeveer dezelfde hoogte naar de top van de Zwarte Molen. Dit geeft aan een zijde een mooi uitzicht over Heuvelland, aan de andere zijde kijkt men richting Rijsel in Frankrijk. Daarnaast zijn de West-Vlaamse en Frans-Vlaamse heuvelrij zichtbaar, evenals de torens van Armentières, Niepkerke, Stegers, Meregem, Belle. Soms zijn de minterrils van Lens zichtbaar en ten zuiden van de Leievallei het Plateau van Artesië.
De Walletjes zijn een onderdeel van de zogenaamde zuidelijke heuvelkam in het Heuvelland, deze bestaat daarnaast uit de Ravensberg, de Zwarte Molen, de Helling van Nieuwkerke, de Kraaiberg en de Rozenberg.  Ten zuiden van deze heuvelkam bevindt zich het stroomgebied van de Leie, ten noorden van deze heuvelkam ligt de centrale heuvelkam waar onder andere de Kemmelberg deel van uitmaakt. Tussen de zuidelijke en centrale heuvelkam ligt het riviertje de Douvebeek. Alles ten zuiden van de centrale heuvelkam stroomt naar de Leie, alles ten noorden van deze heuvelkam naar de IJzer.